# Bleekrodea malayana
Bleekrodea malayana là một loài thực vật có hoa trong họ Moraceae. Loài này được (Carner) C.C.Berg mô tả khoa học đầu tiên năm 1988.